# Cyrville (métro léger d'Ottawa)
Cyrville est une station de train léger située à Ottawa, Ontario (Canada). Elle est située sur la ligne 1 du réseau O-Train.

## Emplacement
La station est construite à même le viaduc du chemin Cyrville surplombant la voie ferrée et l'autoroute 417, dans le district de Beacon Hill-Cyrville (en). Elle est localisée près d'un Centre d’accès aux soins communautaires, d'un économat des Forces canadiennes et d'édifices à bureaux,.
L'emplacement de la station a été choisi en fonction du potentiel de développement résidentiel à proximité.

## Histoire

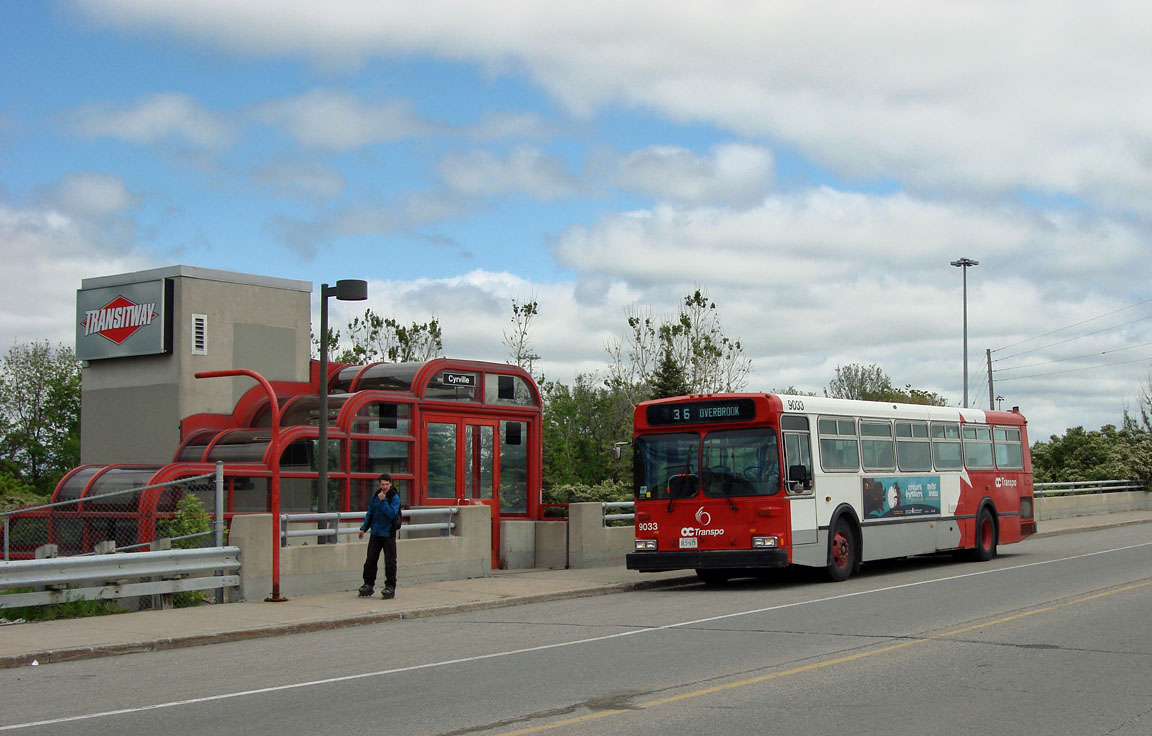
La station est d'abord inaugurée en tant que composante du réseau Transitway.

### Toponymie
La station doit son nom au chemin qui traversait autrefois le village constitué du lotissement des terres de Joseph et Michel Cyr.

### Construction
Une gare routière est inaugurée au croisement de Cyrville et Queensway en 1990, alors que le prolongement du Transitway avait été inauguré l'année précédente. À l'époque, la station est située dans une tranchée parallèle à l'autoroute 417. La station était munie d'un accès depuis le viaduc pour permettre de gagner les quais.
Le 24 juin 2016, la station du Transitway est fermée en vue des travaux de conversion du réseau en train léger. La station est remise en service avec le lancement du service de métro léger en septembre 2019.

### Accidents
La station est le théâtre d'un accident le 28 août 2010, alors deux bus entrent en collision à l'heure de pointe de l'après-midi. Quatre personnes sont traitées pour des blessures mineures causées par l'accident.

## Aménagement

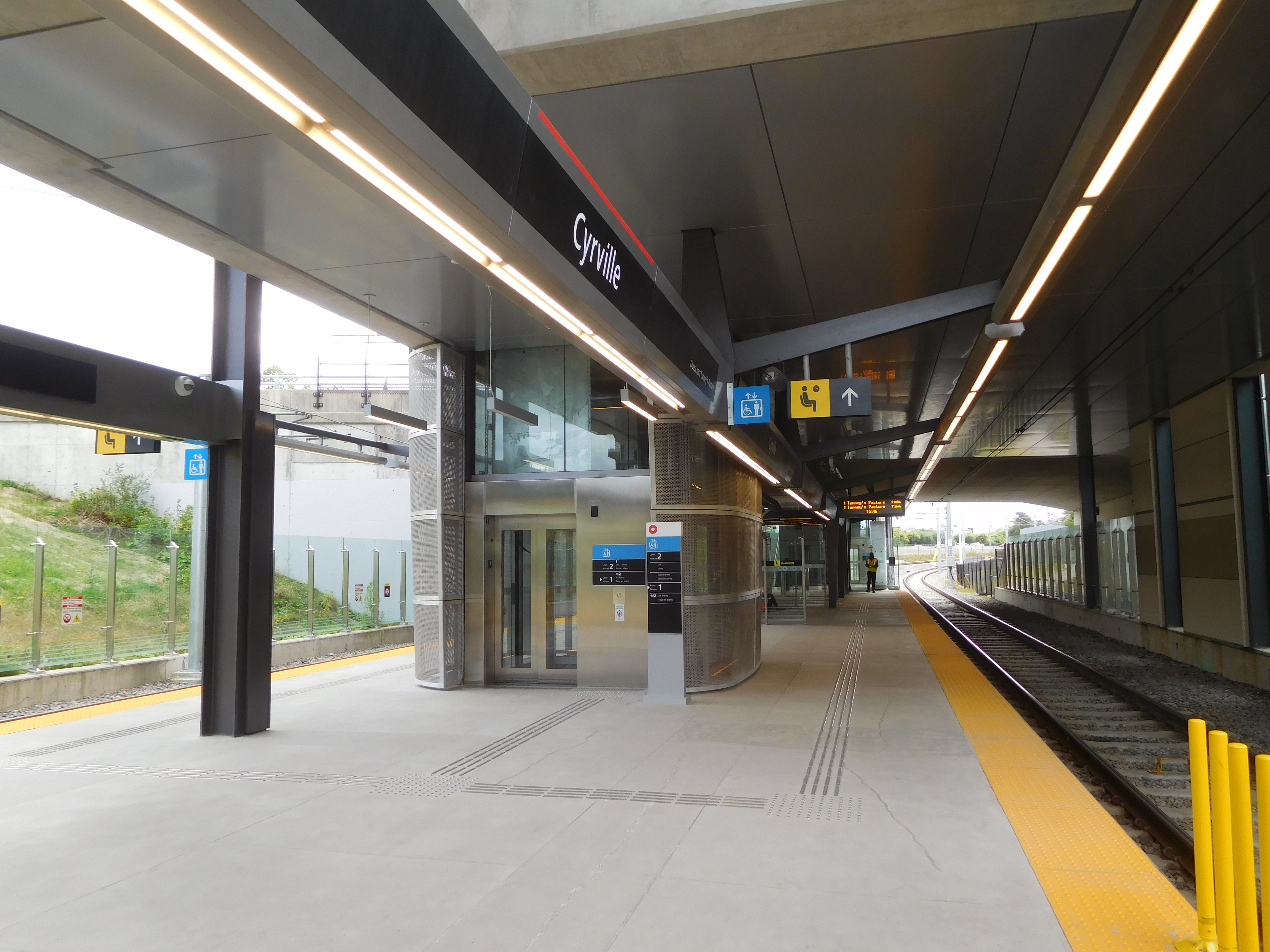
La station est dotée d'un unique quai central.

La station est dotée d'un unique quai central. Au-dessus des voies, deux édicules de part et d'autre du chemin Cyrville servent d'accès principaux. Une salle de contrôle munie de tourniquets est aménagée dans le hall de l'édicule est. Du côté ouest, la salle de contrôle se trouve au niveau du quai.

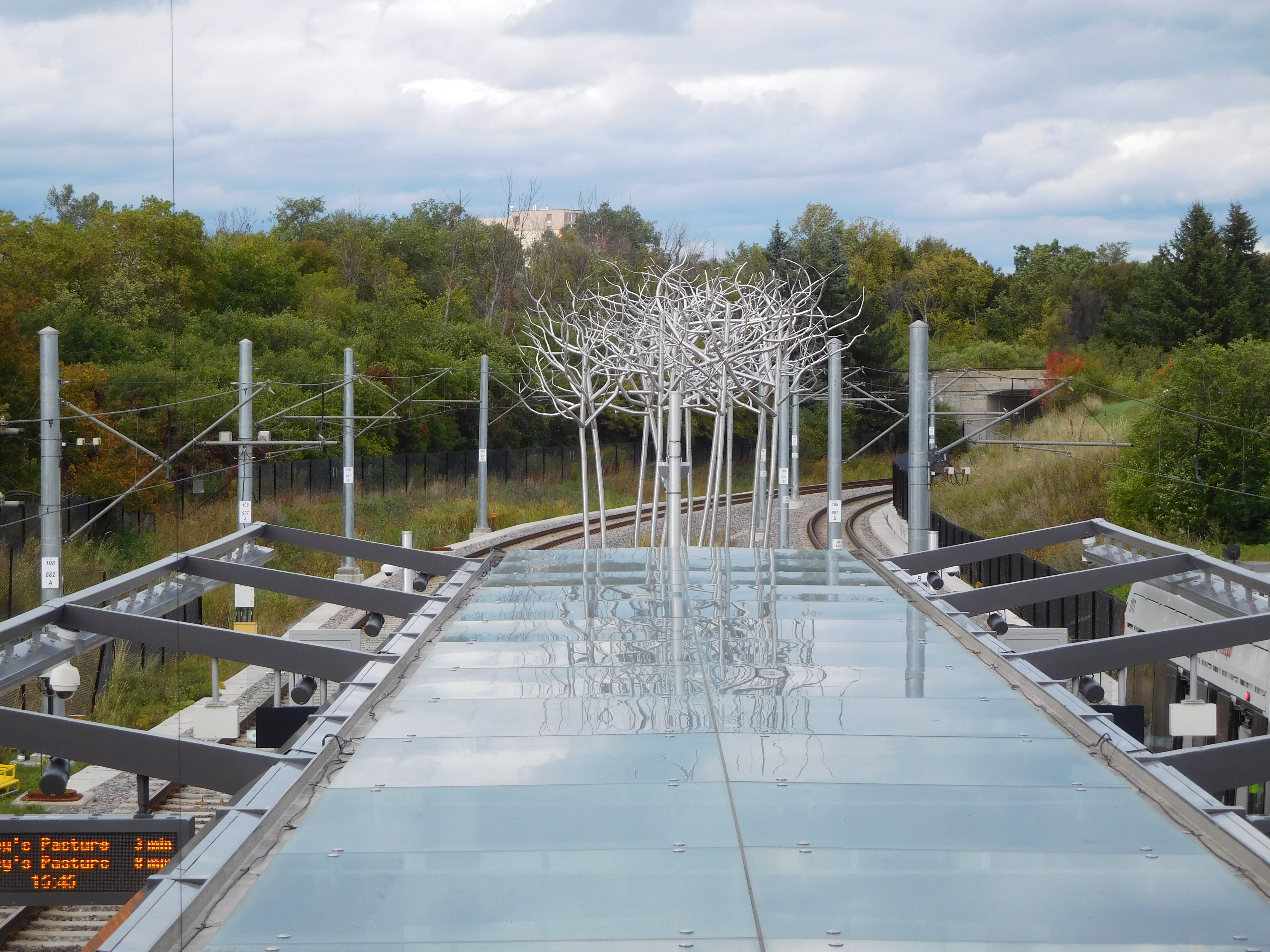
L'œuvre d'art représente un peuplement de bouleaux.

Il était originellement prévu que l'œuvre d'art public représente de manière cartographique la croissance du nombre d'usagers et de la population du quartier. L'œuvre finalement choisie, Stand of Birch de Don Maynard, est un ensemble de sculptures représentant des bouleaux, situées au-delà de l'extrémité nord-est du quai de la station.